# Taxiförare

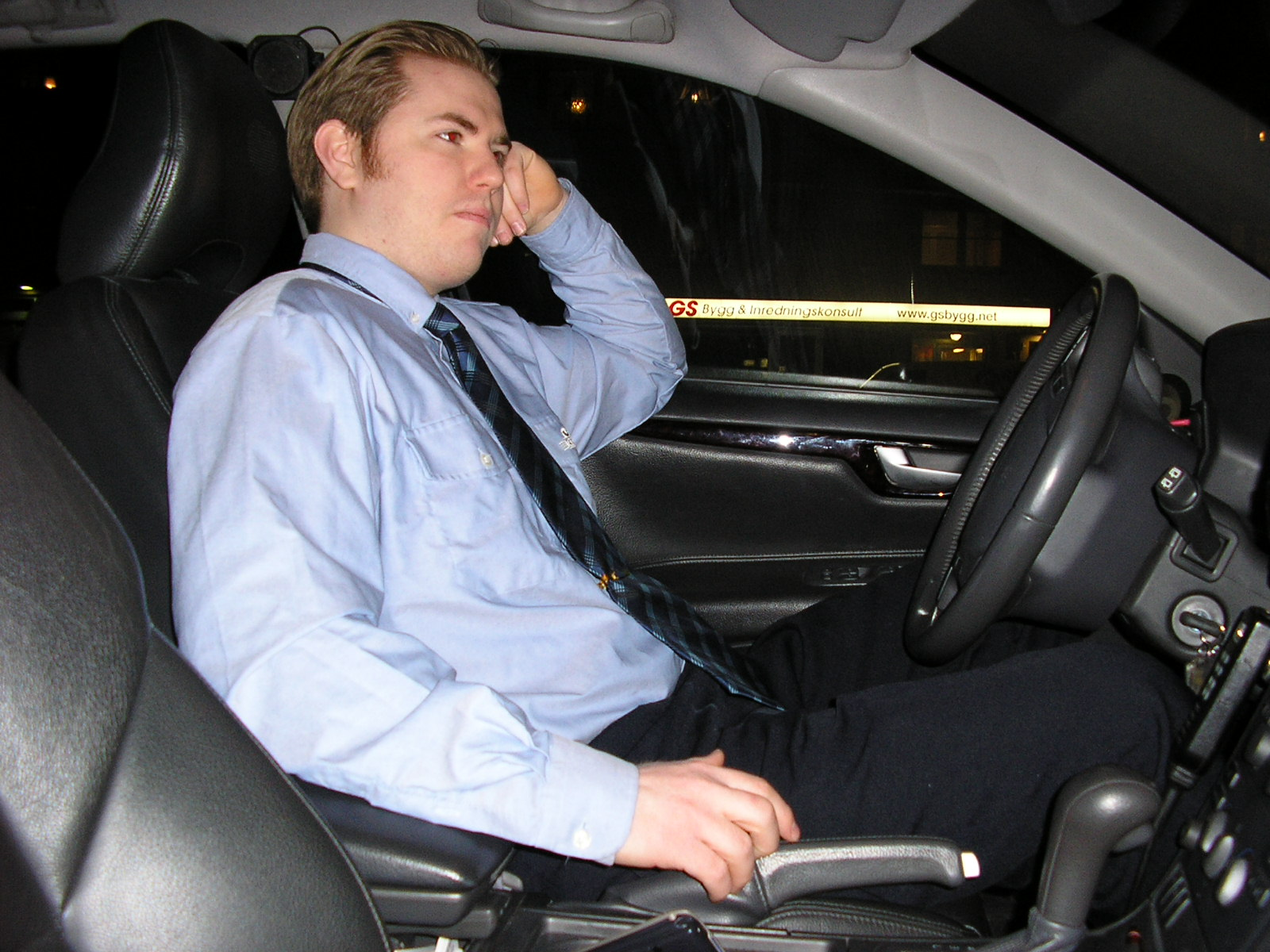
Taxichaufför i en av Taxikurirs bilar.

En taxiförare eller taxichaufför är en person som yrkesmässigt och mot betalning utför persontransport i personbil eller minibuss som är registrerad som taxi. I Sverige krävdes tidigare att man minst hade körkortsbehörighet taxi, alternativt att man hade körkortsbehörighet D (buss). Numera krävs att man innehar körkortsbehörigheten B samt taxiförarlegitimation, som man får genom ett prov på Vägverket, samt en vandelsprövning på Transportstyrelsen.
Stockholms första kvinnliga chaufför hette Maud Hansson och var bosatt på Kungsholmen. Det var den 26 februari 1956 som hon gjorde debut. Tidigare arbetade hon som kartriterska på Sveriges Geologiska undersökning.

## Hot, rån och våld mot taxichaufförer
I början av 2000-talet har flera taxichaufförer i Sverige utsatts för hot, rån och våld från passagerare, ibland med dödlig utgång. För att stoppa hot, rån och våld mot taxichaufförer har flera taxibolag fått myndigheternas tillstånd att sätta upp kameraövervakning. I vissa taxibilar används bara kameror som tar några kort på passagerarna då de stiger i och ur taxibilen, medan det i andra taxibilar finns kameror som filmar hela färden. En annan sorts brott som händer i samband med taxifärd är att ta en så kallad "springnota" vilket innebär att man vid ankomst till destinationen helt enkelt springer ifrån bilen utan att betala. Brott mot taxiförare likställs med brott mot polis, eftersom taxiförare är trafiktjänstemän.

## Facklig anslutning
Taxiförarnas fackliga organisation är Svenska Transportarbetareförbundet inom LO. Åren 2017-2019 låg taxiförarnas (inklusive cykelbud m fl) fackliga organisationsgrad i intervallet 40-42 procent. Bland inrikes födda taxiförare med flera var organisationsgraden 46-47 procent och bland utrikes födda 31-36 procent.